# Amal (film 2007)
Amal (अमल, in lingua hindi) è un film del 2007 diretto da Richie Mehta.
Il soggetto è tratto dal cortometraggio dallo stesso titolo del 2004.
Il cast è prevalentemente caratterizzato da star di Bollywood.

## Trama
Amal è un conducente di risciò a Nuova Delhi. Un giorno riceve una grossa fortuna da un miliardario eccentrico e a lui sconosciuto.